# Aeroporto di Pau-Pyrénées
L'aeroporto di Pau Pyrénées è un aeroporto francese situato vicino alla città di Pau, nel dipartimento dei Pirenei Atlantici.